# Томброф, Димитри
Димитриос Михаил (Димитри) Томброф (греч. Δημήτριος ΜηΧαήλ (Δημήτρι) Τομπρωφ; 5 марта 1878, Измир, Айдын — 1960-е, Брюссель) — греческий легкоатлет, выступавший в беге на средние дистанции. Участник летних Олимпийских игр 1896 года.

## Биография
Димитри Томброф родился 5 марта 1878 года в османском городе Измир (сейчас в Турции).
Выступал в легкоатлетических соревнованиях за «Атлитикос Омилос Орфеус».
В 1896 году вошёл в состав сборной Греции на летних Олимпийских играх в Афинах. В беге на 800 метров не смог завершить полуфинальный забег. В беге на 1500 метров также не завершил дистанцию.
Также занимался велоспортом. В 1896 году стал победителем гонки на одну милю, которую проводил левантийский футбольно-регбийный клуб «Бурнабат».
Умер в 1960-е годы в бельгийском городе Брюссель.